# Diego Molina Flores
Pedro Diego Jorge Álvaro Benjamín Rodrigo Molina Flores, conocido comúnmente como Diego Molina Flores (Ciudad de Guatemala, 16 de septiembre de 1949 - 1.º de mayo de 1994) fue un fotógrafo guatemalteco. 
Produjo fotografías de carácter social, comercial y publicitario, mayoritariamente en color. Su visión de la sociedad, la cultura y la biodiversidad de Guatemala le dieron su notoriedad.

## Biografía
Nació en la Ciudad de Guatemala el 16 de septiembre de 1949, hijo de Rodolfo Molina y Concha Flores; siendo el cuarto de cinco hermanos. Desde niño fue una persona extrovertida e inquieta. Además, gustaba de aprender idiomas: hablaba corrientemente el español, el alemán, el francés y el italiano.
A principios de los años setenta, se despierta en él una inquietud por la fotografía. Se inició en ese campo de forma informal, pero en poco tiempo inicia un estudio fotográfico, y dedicará su vida entera a la fotografía. Produjo fotografías de carácter social, comercial y publicitario, mayoritariamente en color. 
Murió el 1 de mayo de 1994, a sus 44 años de edad, tras un trágico accidente automovilístico, acontecido cuando regresaba de un viaje en el cual había realizado fotografías para su proyecto “Nuestra Herencia”. 
Dejó varios proyectos inconclusos, tales como “Pueblos Modelo” y “Al rescate de la Tradición Textil en Guatemala”.

## Principales colaboraciones
Además de producir varios libros y revistas, colaboró en publicaciones prestigiosas como la National Geographic Society, el New York Times, o la Revista GEO (revista), también impartió conferencias en Estados Unidos de América, y efectuó trabajos para la Oficina de Turismo en Noruega.
Uno de los trabajos que consolidó su reconocimiento nacional e internacional como fotógrafo fue su estudio fotográfico acerca del ave nacional de Guatemala, titulado “El Quetzal”, realizado con el patrocinio del Banco Industrial de Guatemala, y cuyo objetivo era fomentar los valores cívicos de los guatemaltecos.

## Reconocimientos
De manera póstuma, en 1995, le fue otorgada la Orden del Quetzal por el entonces Presidente de Guatemala Ramiro de León Carpio, en reconocimiento por sus méritos artísticos.

## Exposiciones Fotográficas
Guatemala Espectacular, 1975
El Quetzal, 1978
La Moda y Guatemala, 1985
Guatenfoto, 1987
La República de China en Fotos, 1988
Cuando Hablan las Campanas, 1991
La Agonía de la Selva, 1992
Mestizaje Cultural, 1992
Los Guatemaltecos, 1993
Nuestra Herencia, 1994 (homenaje póstumo)

## Libros y otras publicaciones
Todo Guatemala (libro), 1980
Juan Pablo II Misión de Paz (libro), 1982
Las confesiones de Maximón (libro), 1983
Guatemala Sensacional (libro), 1984
Conociendo a Guatemala con Guatenfoto (disco), 1987
Agenda, 1988
La increíble Guatemala (libro), 1989
Guatemala fácil No. 1,2,3,4 (revista), 1989
Guatemala fácil No. 5,6,7,8,9,10 (revista), 1990
Welcome to Guatemala (libro), 1990
Cuando hablan las campanas (libro), 1991
Guatemala fácil No. 11,12,13,14,15 (revista), 1991
Guatemala fácil No. 16,17 y 18 (revista), 1992
Los Guatemaltecos(libro), 1993

## Montajes Audiovisuales
Guatemala Espectacular 1975
El Quetzal 1978
La Dama del Tolosa 1985
La Moda y Guatemala 1985
La Agonía de la Selva 1992